# Center.tv

Altes Logo 2005–2011

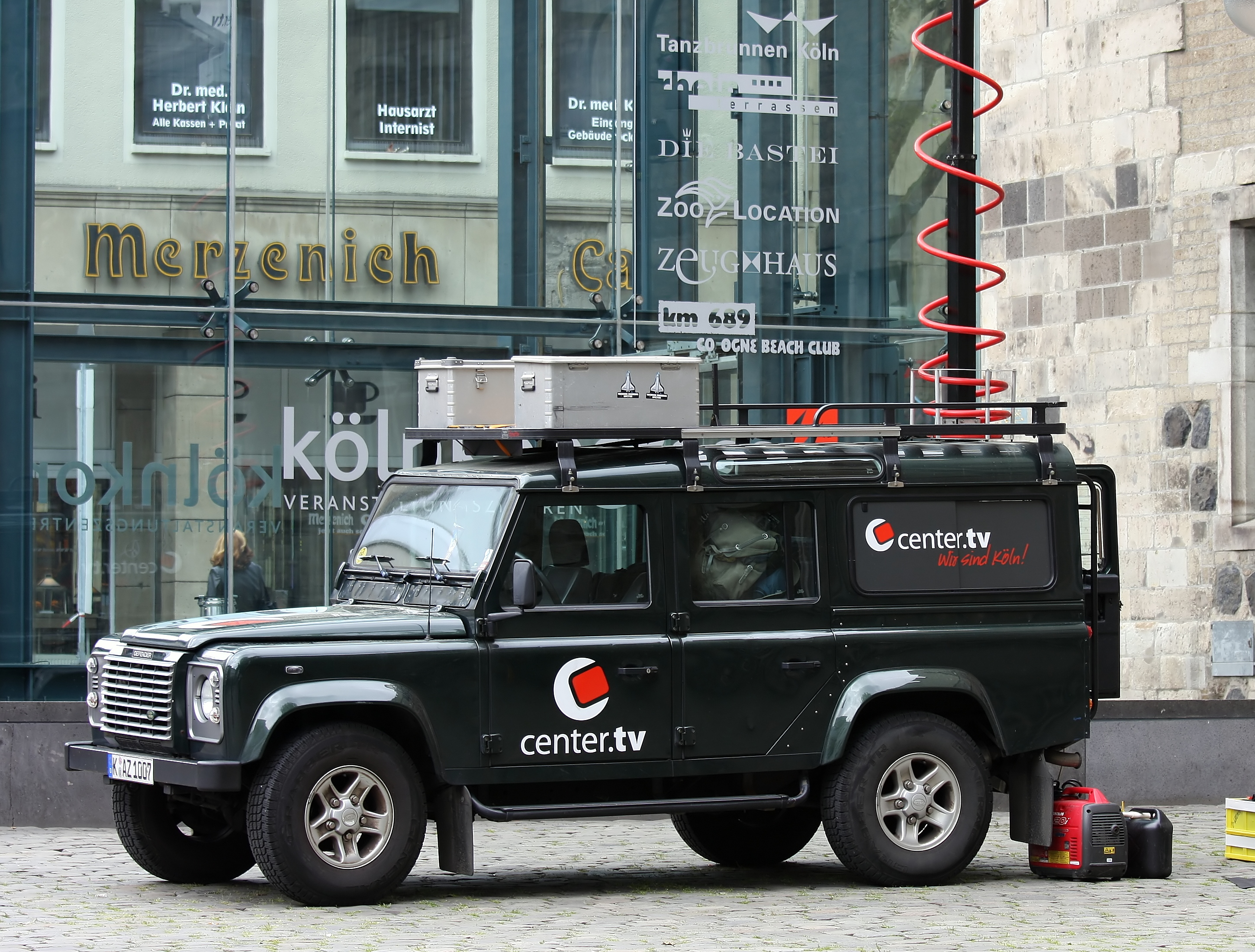
Übertragungswagen von center.tv Köln vor dem Gürzenich.

center.tv war eine Sendergruppe lokaler Fernsehsender in den Regionen Köln, Düsseldorf/Rhein-Kreis Neuss/Kreis Mettmann, Bremen, Ruhr, Aachen und Münster. Der Fernsehsender wurde 2005 von Andre Zalbertus gegründet und ging am 10. Oktober 2005 in Köln auf Sendung.
Unter dem Namen center.tv gab es in mehreren Regionen Deutschlands unterschiedliche Fernsehsender, die entweder als center.tv gegründet wurden oder später den Namen center.tv annahmen. Heute existiert keiner der center.tv-Sender bzw. ihrer direkten Nachfolgesender mehr.

## center.tv Köln

Logo von Köln.tv

In Köln wurde der erste Sender am 10. Oktober 2005 gestartet. center.tv übernahm den Programmplatz von VIVA Plus. Etwa 620.000 Haushalte konnten den Sender empfangen und Service und Informationen sowie Themen zu Unterhaltung, Sport und Kultur für Köln und die Umgebung erhalten. Einziger Gesellschafter war Andre Zalbertus.
Der Sender sendete neben Programm für die Region Köln auch für Bonn und Leverkusen. Er konnte analog und digital im Kabel empfangen werden sowie als Livestream über die Website und die Internet-TV-Anbieter Zattoo und Telekom Entertain. Zwischen Dezember 2012 und März 2014 war das Programm, ergänzt durch Aachener Lokalfenster auch in der Region Aachen zu empfangen. 2008 stieg u. a. die Mediengruppe M. DuMont Schauberg bei dem Sender ein und wurde zum Mutterunternehmen. Am 23. September 2014 wurde bekannt, dass center.tv Köln den Sendebetrieb zum 31. Dezember 2014 einstellt und ab 5. Januar 2015 als Köln.tv senden würde. Gleichzeitig erfolgte der Umzug des Senders von Köln-Butzweilerhof zur Kölner Amsterdamer Straße 192, dem Hauptsitz des neuen Gesellschafters M. DuMont Schauberg. Zum 31. März 2016 stellte DuMont Schauberg den Sendebetrieb von Köln.tv ein.

## center.tv Düsseldorf
center.tv in Düsseldorf war der zweite und auch letzte noch sendende Fernsehsender in Deutschland, der noch unter diesem Namen Programm ausstrahlte. Die Mediengruppe der Rheinischen Post war mit 30 %, Andre Zalbertus mit 49 % und Germany 1 mit 21 % Mit-Gesellschafter des Senders. Der Sendebetrieb wurde zum 31. Dezember 2017 eingestellt. Bewegte Inhalte werden stattdessen über RP Online und andere Webseiten verbreitet.
Der Sender war in den Regionen Düsseldorf (außer Angermund)/Neuss/Mettmann analog und über digitales Kabel empfangbar in den Netzen von Unitymedia sowie NetCologne. Zudem ließ sich das Programm über die Website als Livestream anschauen. Im Jahr 2008 schalteten pro Tag laut Eigenangabe insgesamt 100.000 Zuschauer center.tv ein.
Es wurde ein 24-Stunden-Programm gesendet, bestehend aus Information, Service, Unterhaltung, Kultur und Sport. Wie bei allen Lokalsendern kam es aufgrund der geringen Redaktionsgröße zu vielen Wiederholungen sowie Blöcken mit Dauerwerbesendungen. Das wirtschaftliche Konzept von Andre Zalbertus sah den Einsatz von Videojournalisten und Hobbyjournalisten vor. Regelmäßige Sendungen waren u. a. die Nachrichten Düsseldorf Aktuell, sowie das Lokalsportmagazin Rheinsport.

## center.tv Bremen

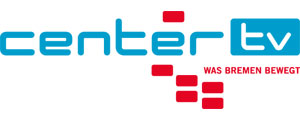
Logo von center.tv Bremen & Bremerhaven seit 25. Juni 2011

Sendestart für die Städte Bremen/Bremerhaven war der 5. September 2007. Der Sender der den Untertitel Heimatfernsehen für Bremen und Bremerhaven trug, war der einzige, der neben der Verbreitung im Kabelfernsehen auch via DVB-T empfangen werden konnte (montags bis freitags von 17:00 bis 22:00 Uhr partagiert mit QVC).
Die Gründungsgesellschafter von center.tv Bremen sind die Sparkasse Bremen, die Bremer Tageszeitungen, die center.tv Holding Köln, die we2 Kommunikation des ehem. Bremer Bürgermeisters Klaus Wedemeier, die EWE TEL GmbH, Beluga Shipping, und Carsten Meyer-Heder. Erster Geschäftsführer war Maik Wedemeier, erster Chefredakteur war Georg Mahn.
Am 30. April 2013 gaben die Gesellschafter von center.tv Bremen bekannt, dass die Fortführung des Betriebs aus wirtschaftlicher Sicht nicht länger zu rechtfertigen sei. Deshalb solle der Sendebetrieb spätestens zum 30. Juni 2013 eingestellt werden. Am 29. Mai 2013 gab die Bremische Landesmedienanstalt (brema) jedoch die Einstellung von center.tv Bremen bereits zum 31. Mai 2013 bekannt. Der Grund sei die Auflösung der Veranstaltergesellschaft. Die bisher von center.tv Bremen genutzten Frequenzen wurden zum 1. Juni 2013 neu belegt.

## center.tv Ruhr
Am 20. März 2008 wurde der Sendebetrieb für das Ruhrgebiet aufgenommen.
center.tv für das Ruhrgebiet, der letzte bei Gründer Zalbertus verbliebene Sender, hat 2012 Insolvenz angemeldet und am 11. Mai 2012 den Sendebetrieb eingestellt.

## center.tv Aachen
Der Ableger für die Region Aachen ging am 5. Mai 2009 auf Sendung, als letzter Ableger der ursprünglichen center.tv-Fernsehsender. 2010 kam der Unternehmer, Manager und Moderator Oliver Laven in die Geschäftsführung.
Am 12. November 2012 wurde bekannt, dass M. DuMont Schauberg, der Mehrheitseigner von center.tv Köln und center.tv Aachen, das Programm von center.tv Aachen zum 14. Dezember 2012 einstellen will. Auf der Frequenz lief danach bis zur endgültigen Einstellung Ende März 2014 das Rahmenprogramm des Kölner Schwestersenders, ergänzt durch Aachener Inhalte und Lokalfenster.
Am 31. März 2014 wurde überraschend bekannt, dass der Sendebetrieb von center.tv Aachen zum 1. April 2014 komplett eingestellt werden wird.

## center.tv Münster
Am 1. August 2012 trat der nordrhein-westfälische Regionalsender wm.tv der center.tv-Senderfamilie bei und benannte sich entsprechend in center.tv Münster um. Am 29. Mai 2014 wurde der Sendebetrieb eingestellt.

## center.tv Saar
Für September 2009 war der Start eines saarländischen Regionalprogramms geplant, wurde aber ohne Begründung abgesagt.

## Auszeichnungen
2009 erhielt center.tv Köln für die Berichterstattung zum Einsturz des Historischen Archivs der Stadt Köln in der Rubrik Beste Sonderproduktion – heimat kompakt.spezial den Regionalfernsehpreis Metropolitan 2009. Ein Jahr später wurde der Moderator Steffen Reeder, ebenfalls von center.tv Köln, mit dem Metropolitan 2010 als „Bester Moderator“ ausgezeichnet. Im Jahr 2011 konnte center.tv Ruhr dann den ersten Erfolg beim Metropolitan für sich verbuchen. Das von den Moderatoren Florian Wels und Danny Bedürftig produzierte „Eurovision Song Contest Spezial“ wurde in Hamburg in der Kategorie „Beste Sonderproduktion“ geehrt. Im September 2012 erhielt center.tv Köln den Lehrer-Welsch-Preis für die Verbundenheit mit der kölschen Lebensart und Sprache.
Center.tv Bremen wurde im Oktober 2012 erstmals mit dem Metropolitan in der Kategorie „Bestes regelmäßiges Magazin“ für die Sendung NORDreporter ausgezeichnet.